# Mimosa desmodioides
Mimosa desmodioides är en ärtväxtart som beskrevs av George Bentham. Mimosa desmodioides ingår i släktet mimosor, och familjen ärtväxter. Inga underarter finns listade i Catalogue of Life.